# Arrondissement di Châlons-en-Champagne
L'arrondissement di Châlons-en-Champagne è una suddivisione amministrativa francese, situata nel dipartimento della Marna e nella regione Grand Est.

## Composizione
L'arrondissement di Châlons-en-Champagne raggruppa 100 comuni in 8 cantoni:
- cantone di Châlons-en-Champagne-1
- cantone di Châlons-en-Champagne-2
- cantone di Châlons-en-Champagne-3
- cantone di Châlons-en-Champagne-4
- cantone di Écury-sur-Coole
- cantone di Marson
- cantone di Suippes
- cantone di Vertus